# Torre del Cerro de la Ermita
La torre del Cerro de la Ermita, coneguda també com Torre de Cúllar, Torre del Alabi o simplement 'La Torre' és una torre d'època nassarita, situada en el terme municipal de Cúllar (Granada, Espanya), en un turó situat enfront del poble. Actualment s'utilitza com a torre-campanar d'una ermita adossada a ella.

## Descripció
Té planta rectangular, amb només dos paraments lliures, els situats a l'est i al nord, que tenen 9,25 m i 8,95 m de longitud, respectivament. La construcció està realitzada en tapial formigonat, parcialment esquerdejat, a la seva base (fins als 2,70 m d'altura), i en maçoneria enripiada els nou metres restants de la seva alçada. Es corona actualment amb un emmerletat de maó que és de nova construcció (aproximadament dels anys 1960), ignorant-se si en la seva forma original disposava de l'emmerletat.
En alguns punts de l'esquerdejat de la maçoneria, s'aprecien dibuixos esgrafiats, representant figures el·lipsoidals i circulars. Disposa de porta en planta baixa, encara que l'obertura d'aquest buit és molt posterior a la seva fàbrica original, igual que la finestra de la primera planta. No així l'arc de mig punt encegat de la part superior, que sí sembla ser original.
Al seu interior disposa de tres plantes, totes elles amb voltes de mig canó, comunicades per una escala de cargol.

## Datació
Per la seva obra i pels abundants materials trobats als voltants (teules i ceràmica), s'ha datat en període nassarita, encara que alguns dels materials són anteriors, del segle XI. Possiblement va exercir funcions de fortalesa defensiva. Tenia associada a ella, almenys, una torre de guaita, coneguda com a Talaia de Cúllar.
Molt a prop, existeix un jaciment d'època prehistòrica, amb restes d'ocupació medieval.
Va ser declarada Bé d'interès cultural el 25 de juny de 1985. Va ser objecte d'una dubtosa actuació rehabilitadora en els anys 1990, en la qual se li va afegir l'emmerletat, encara que no es té constància que existís en el seu moment.